# Paragwaj na Letnich Igrzyskach Olimpijskich 1972
Paragwaj na Letnich Igrzyskach Olimpijskich 1972 reprezentowało 3 zawodników. Był to 2. start reprezentacji Paragwaju na letnich igrzyskach olimpijskich.

## Skład kadry

### Lekkoatletyka
Mężczyźni
- Ángel Guerreros - 100 metrów - odpadł w eliminacjach
- Francisco Rojas - 400 metrów - odpadł w eliminacjach

### Strzelectwo
Mężczyźni
- Reinaldo Ramírez - karabin, trzy postawy, 300 m - 33. miejsce